# S. N. Goenka
Satya Narayan Goenka (30 de Janeiro de 1924 – 29 de setembro de 2013) foi um reconhecido professor de meditação vipassana. De origem hindu e nascido na Birmânia, estudou vipassana na tradição de Sayagyi U Ba Khin. É conhecido por ser um dos  grandes responsáveis pela vinda e pela divulgação de meditação vipassana no ocidente.

## Biografia

### Origens
Nascido em 30 de janeiro de 1924 na Birmânia em uma família indiana, Goenka cresceu em uma família hindu conservadora. Ele era um homem de negócios de sucesso em 1955, quando, aos 31 anos de idade, começou a sentir fortes enxaquecas. Incapaz de encontrar alívio ele chegou a encontrar o professor de vipassana Sayagyi U Ba Khin. Apesar de relutante inicialmente, U Ba Khin o aceitou como seu estudante. A técnica encantou Goenka, que treinou sob a tutela de U Ba Khin pelos 14 anos seguintes.

### Carreira como professor
Em 1969, com a permissão de U Ba Khin para ensinar, ele deixou seus negócios sob cuidados de sua família e foi para a índia, onde começou a ensinar meditação Vipassana. Sete anos depois, em 1976, ele inaugurou seu primeiro centro de meditação, conhecido como Dhamma Giri, em Igatpuri. Goenka continuou como o principal professor até 1982, quando ele começou a treinar outros professores. Ele também fundou o Vipassana Research Institute em Igatipuri em 1985. Logo ele começou a realizar retiros intensivos de meditação de 10 dias, e em 1988 já havia ensinado um grande número de pessoas, inclusive centenas de ocidentais.
Hoje em dia há 227 centros de meditação vipassana de sua tradição ao redor do mundo (sendo mais de 120 centros permanentes) em 94 países, incluindo EUA, Canadá, Austrália, Nova zelandia, Japão, Raino Unido, Nepal entre outros.
Em 2000, Goenka começou o trabalho de construção do Global Vipassana Pagoda, que foi inaugurado em 2009, que contém relíquias do Buda e um auditório de meditação.
Goenka também foi um prolífico orador, escritor e poeta. Ele escreveu em Inglês e Hindi. Ele viajou o mundo e proferiu palestras por vários países, inclusive no Fórum Econômico Mundial em Davos e no “Millennium World Peace Summit” nas Nações Unidas.
Ele foi condecorado em 2012 com o Padma Bhushanm, o terceiro maior prêmio concedido a um civil na Índia, em honra de seu trabalho social.
Ele morreu em 29 de setembro de 2013 em sua casa em Mumbai, deixando sua esposa Elaichi Devi Goenka, também uma proeminente professora de vipassana, e seis filhos.

## Cursos e centros
A técnica de vipassana é ensinada em retiros de dez dias, havendo cursos mais longos para alunos antigos. As instruções são feitas a partir de gravações do próprio Goenka, havendo um professor assistente presente para dar auxilio aos alunos. Durante o curso os alunos devem adotar preceitos como o nobre silencio, onde o aluno pode comunicar-se somente com o professor ou o gerente, outros preceitos morais também são adotados.
O aspecto não sectário da técnica é ressaltado por Goenka durante o curso, dito que apesar de ser uma meditação ensinada pelo Buda, seus benefícios podem ser aproveitados por pessoas de qualquer religião, pois nada do que é trabalhado no curso é restrito a nenhuma religião e sim universal e experimentável por qualquer pessoa.
Os centros de meditação que ele ajudou a fundar pelo mundo oferecem os cursos de 10 dias e outros cursos mais aprofundados para alunos com tempo de prática. Todos os centros funcionam com doações e trabalho voluntário feitos por alunos que tenham terminado um curso e queiram ajudar outras pessoas a ter o benefício da técnica.
Todos os centros são descentralizados e auto suficientes, a padronização dos ensinamentos em todos eles é garantida pelas gravações do Goenka que guiam o curso.
Em muitos países são realizados cursos em prisões para detentos. Em 1997 foi lançado o documentário Doing Time, Doing Vipassana, sobre a aplicação de cursos de 10 dias na prisão de Tihar na Índia. Em 2007 foi lançado outro documentário sobre um curso em uma prisão, ‘The Dhamma Brothers’, desta vez na prisão de Donaldson no Alabama.

## Referencias
1. ↑  https://www.dhamma.org/pt/about/goenka
2. ↑  https://www.dhamma.org/pt/index